# Старопечатная книга

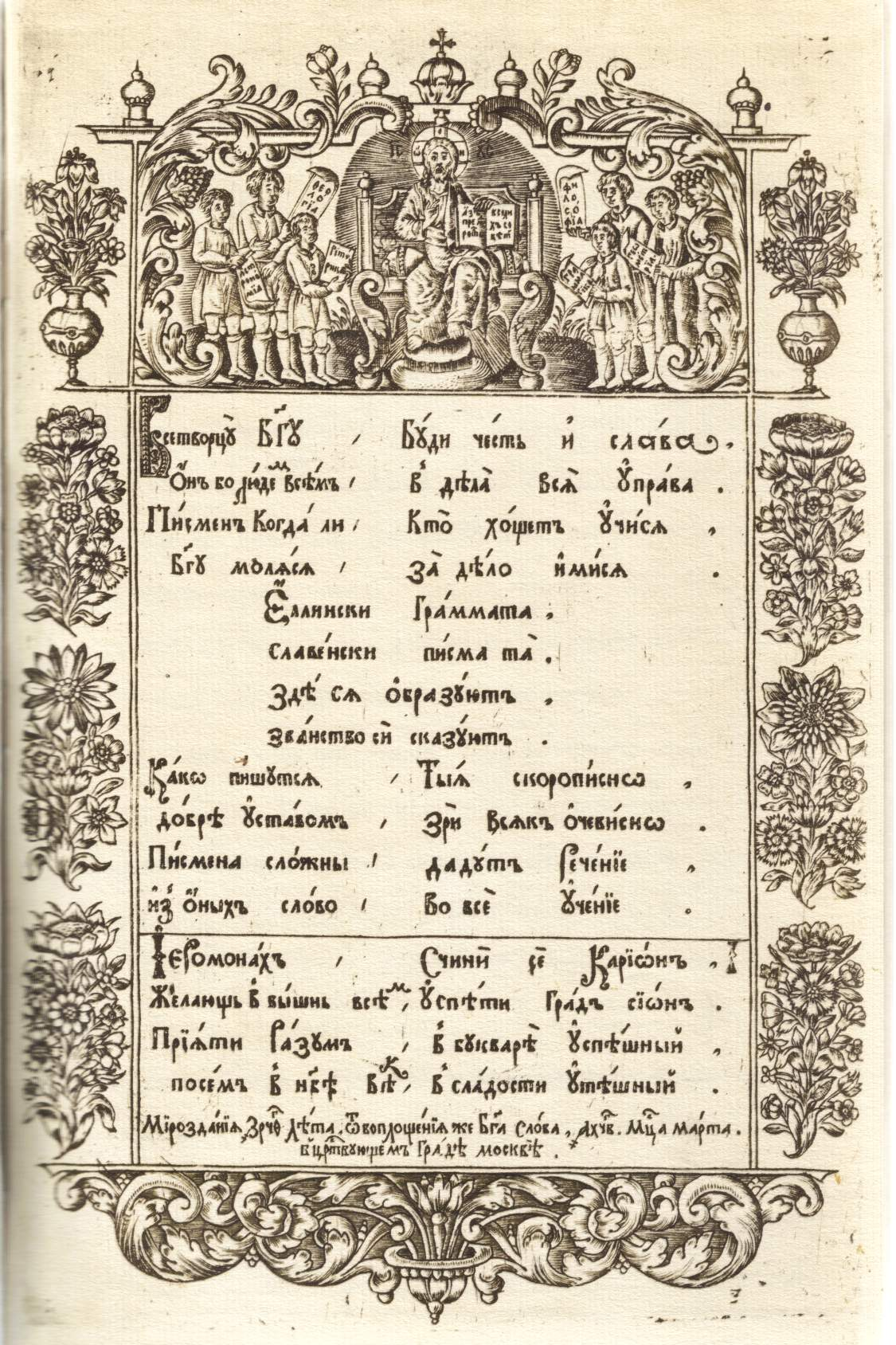
Титульный лист букваря Кариона Истомина, изданного в Москве в 1692 году

Старопечатная книга — условное именование книг, выпущенных в течение некоторого периода после начала книгопечатания. От более поздних изданий их отличают внешний вид и технологические особенности производства. Поскольку тиражи старопечатных книг были крайне незначительными, они являются большой редкостью.
Временны́е рамки периодов, когда издавались старопечатные книги, разнятся для разных стран. Так, в России этот термин применяется к изданиям XVI—XVII веков, реже XVIII века. В Польше старопечатными называют книги, изданные до 1800 года; в Болгарии — напечатанные в 1806—1878 годах. Книги, издававшиеся в Западной Европе в XV веке, принято называть инкунабулами, книги первой половины XVI века — палеотипами.
Русские старопечатные книги в основном представляли собой духовную литературу на церковнославянском языке (тексты Священного Писания, богослужебные сборники и пр.) и, позднее, азбуки, буквари и грамматики. Их отличительной чертой является сходство с рукописной книгой, проявляющееся в характере шрифта, иллюстраций, заставок. В последней четверти XVII века стали также распространяться издания просветительского характера.